# 神探朱古力
《神探朱古力》是1986年上映的香港喜劇電影，由陳欣健執導，許冠文、許冠英、梅艷芳等主演。本片獲得當年聖誕檔期票房冠軍，入圍第6屆香港電影金像獎最佳劇本及最佳男主角提名。
本片是許冠文自「智勇三寶」後，再度和陳欣健合作，其後二人合作了《新半斤八兩》（1990）、《神算》（1992）等喜劇電影，均取得成功。本片亦是香港在1980年代少數現場收音的電影，亦是梅艷芳首部現場收音的電影。

## 劇情大綱
警隊探員朱古力（許冠文 飾）以無能著稱，一日獲知要與新紮警花喬嬌嬌（梅艷芳 飾）合作，因互不理解，二人常製造不少笑料。喬嬌嬌是準港姐，履行警察的職責之餘，又要兼顧選美活動，朱古力經常以此嘲弄。
一天，名主持林馮美美（胡慧中 飾）的幼子神秘失蹤，朱古力與喬嬌嬌獲派調查，但屢查不果，後來朱古力醒悟原來是自己不相信相熟女線人提供的證詞，才耽誤進度。案件水落石出時，喬嬌嬌弄傷了腳，被迫退出港姐總決賽，無緣摘取后冠。

## 演員
| 演員   | 角色             | 備註                                                   |
| 許冠文 | 朱古力           | 督察，後升為總督察 文幫辦的暗戀對象，後為其男友        |
| 梅艷芳 | 喬嬌嬌           | 探員 1986香港小姐十八號參選人 朱古力，蛋塔之下屬兼好友 |
| 許冠英 | 強／蛋撻         | 探員 朱古力之下屬兼好友 喬嬌嬌之好友                   |
| 胡慧中 | 林太太／林馮美美 | 林唯唯、林威威之母                                     |
| 喬宏   | 喬冠湖           | 總警司 喬嬌嬌之父 朱古力、蛋撻之上司                   |
| 蔣麗萍 | 文幫辦           | Apple 鍾情朱古力，後為其女友                           |
| 陳惠敏 | 搶匪             |                                                        |
| 馮克安 | 林家司機         |                                                        |
| 周文健 | 梁督察           |                                                        |
| 仙杜拉 | 瘋婦             |                                                        |
| 張嘉年 | 耶穌             | 捉走林唯唯                                             |

## 獎項
| 年份 | 頒獎典禮            | 獎項       | 名單           | 結果 |
| ---- | ------------------- | ---------- | -------------- | ---- |
| 1987 | 第6屆香港電影金像獎 | 最佳劇本   | 許冠文、陳欣健 | 提名 |
| 1987 | 第6屆香港電影金像獎 | 最佳男主角 | 許冠文         | 提名 |

## 外部連結
- 香港影庫上《神探朱古力》的資料（繁體中文）
- 豆瓣电影上《神探朱古力》的資料 （简体中文）
- 时光网上《神探朱古力》的資料（简体中文）
- 1905电影网上《神探朱古力》的资料（简体中文）
- AllMovie上《神探朱古力》的资料（英文）
- 爛番茄上《神探朱古力》的資料（英文）
- 互联网电影数据库（IMDb）上《神探朱古力》的资料（英文）